# George Young (musiker)
George Redburn Young, född den 6 november 1946 i Glasgow i Skottland, död den 22 oktober 2017 i Singapore, var en australisk musiker, låtskrivare och skivproducent.
Young är mest känd som medlem i 1960-talsgruppen The Easybeats. Han var också med och bildade popgruppen Flash and the Pan 1976 (ihop med Harry Vanda). Han producerade även AC/DC, där hans yngre bröder Malcolm och Angus Young var medlemmar.